# Новий Ґузд
Новий Ґузд (пол. Nowy Gózd) — село в Польщі, у гміні Стара Блотниця Білобжезького повіту Мазовецького воєводства.
Населення — 184 особи (2011).
У 1975-1998 роках село належало до Радомського воєводства.

## Демографія
Демографічна структура станом на 31 березня 2011 року:
|          | Загалом | Допрацездатний вік | Працездатний вік | Постпрацездатний вік |
| -------- | ------- | ------------------ | ---------------- | -------------------- |
| Чоловіки | 92      | 25                 | 60               | 7                    |
| Жінки    | 92      | 24                 | 55               | 13                   |
| Разом    | 184     | 49                 | 115              | 20                   |